# Christoph Wapler

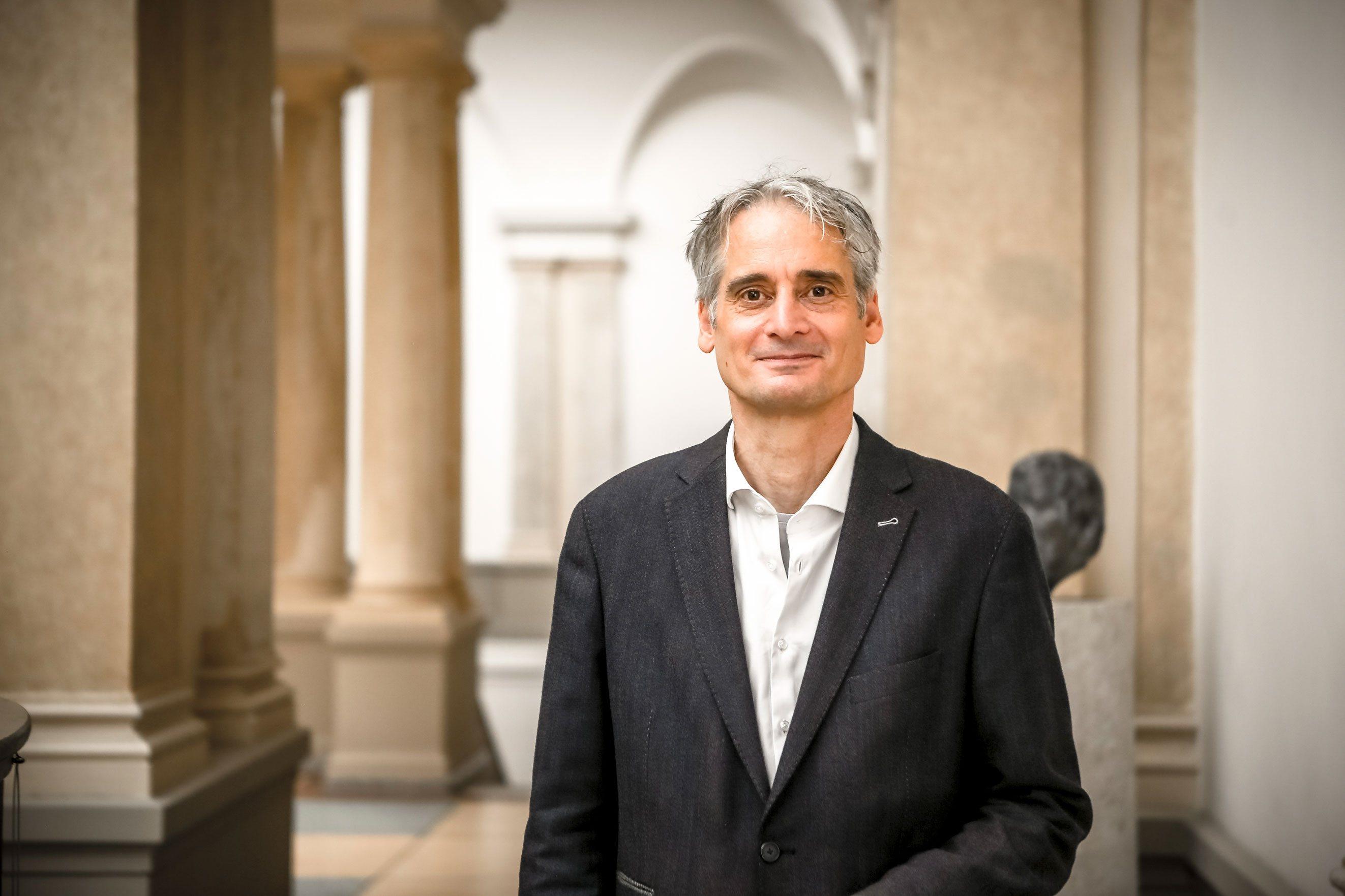
Christoph Wapler (2021)

Christoph Wapler (geboren am 6. April 1969 in West-Berlin) ist ein deutscher Jurist und Politiker (Bündnis 90/Die Grünen). Wapler engagierte sich seit 2011 in der Bezirksverordnetenversammlung von Charlottenburg-Wilmersdorf. Seit 2021 ist er Mitglied des Abgeordnetenhauses von Berlin.

## Leben

### Ausbildung und Beruf
Christoph Wapler wuchs in Frankfurt am Main und Konstanz auf. Später studierte er Rechtswissenschaften an der Freien Universität Berlin und ist seitdem als Rechtsanwalt tätig.

### Politik
Wapler trat 2008 der Partei Bündnis 90/Die Grünen und engagiert sich seitdem im Kreisverband Charlottenburg-Wilmersdorf. Wapler war unter anderem Parteidelegierter für verschiedene Bundes- und Landesdelegiertenkonferenzen.
Bei der Bezirkswahl 2011 wurde er in die Bezirksverordnetenversammlung gewählt, dort sitzt er seit 2013 der grünen Bezirksfraktion vor.
Bei der Wahl 2016 wurde er in das Bezirksparlament wiedergewählt. Bei der parallelen Abgeordnetenhauswahl konnte er sich im Wahlkreis Charlottenburg-Wilmersdorf 4 mit 19,9 Prozent nicht gegen die Kandidaten der SPD, Frank Jahnke (28,6 Prozent), und der CDU, Andreas Oldemeyer (20,3 Prozent) durchsetzen. Auch über den 36. Platz der Landesliste kam er nicht ins Parlament.
2021 nominierte der Kreisverband Charlottenburg-Wilmersdorf der Grünen anlässlich der Abgeordnetenhauswahl 2021 Wapler für ein Direktmandat im Wahlkreis Charlottenburg-Wilmersdorf 4, der Landesverband nominierte ihn für den Platz 16 der Landesliste. Bei der Wahl gewann Wapler sein Direktmandat mit 27 Prozent und zog direkt ins Abgeordnetenhaus ein. Er trat der Fraktion von Bündnis 90/Die Grünen bei. Bei der Wiederholungswahl 2023 erhielt er ein Listenmandat im Abgeordnetenhaus.
Wapler ist Mitglied der überparteilichen Europa-Union (EUB), die sich für ein föderales Europa und den europäischen Einigungsprozess einsetzt.